# The Venetian (Las Vegas)
Ne doit pas être confondu avec The Venetian (Macao).
The Venetian (Le Vénitien, en anglais) est un complexe hôtelier-casino-gratte-ciel de 1999, de Paradise-Las Vegas au Nevada, avec un décor thématique de Venise. Il devient le plus grand-hôtel-palace du monde de plus de 7 000 chambres, avec son extension The Palazzo de 2008.

## Histoire
Cet hôtel-casino est inauguré en juillet 1999, au 3355 Las Vegas Strip de Paradise-Las Vegas, par le groupe hôtelier Las Vegas Sands du milliardaire américain Sheldon Adelson. Le décor thématique vénitien de ce palace lui a été inspiré par sa lune de miel à Venise de 1991, avec en particulier ses emblématiques palais, canaux, ponts, pont du Rialto, Grand Canal et palais des Doges et campanile de la place Saint-Marc.

Grand Canal Shoppes, gondoles, pont du Rialto, palais des Doges et campanile
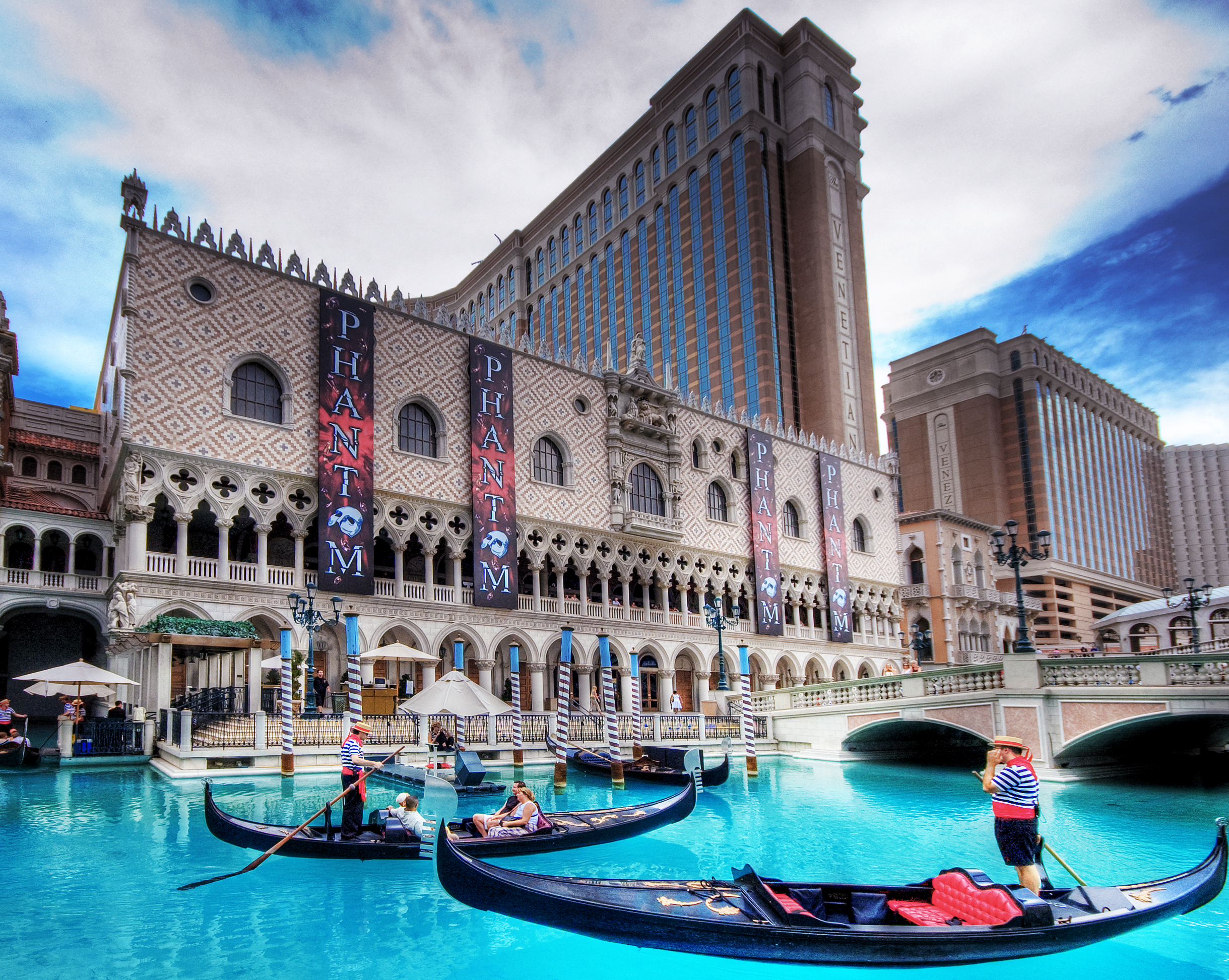
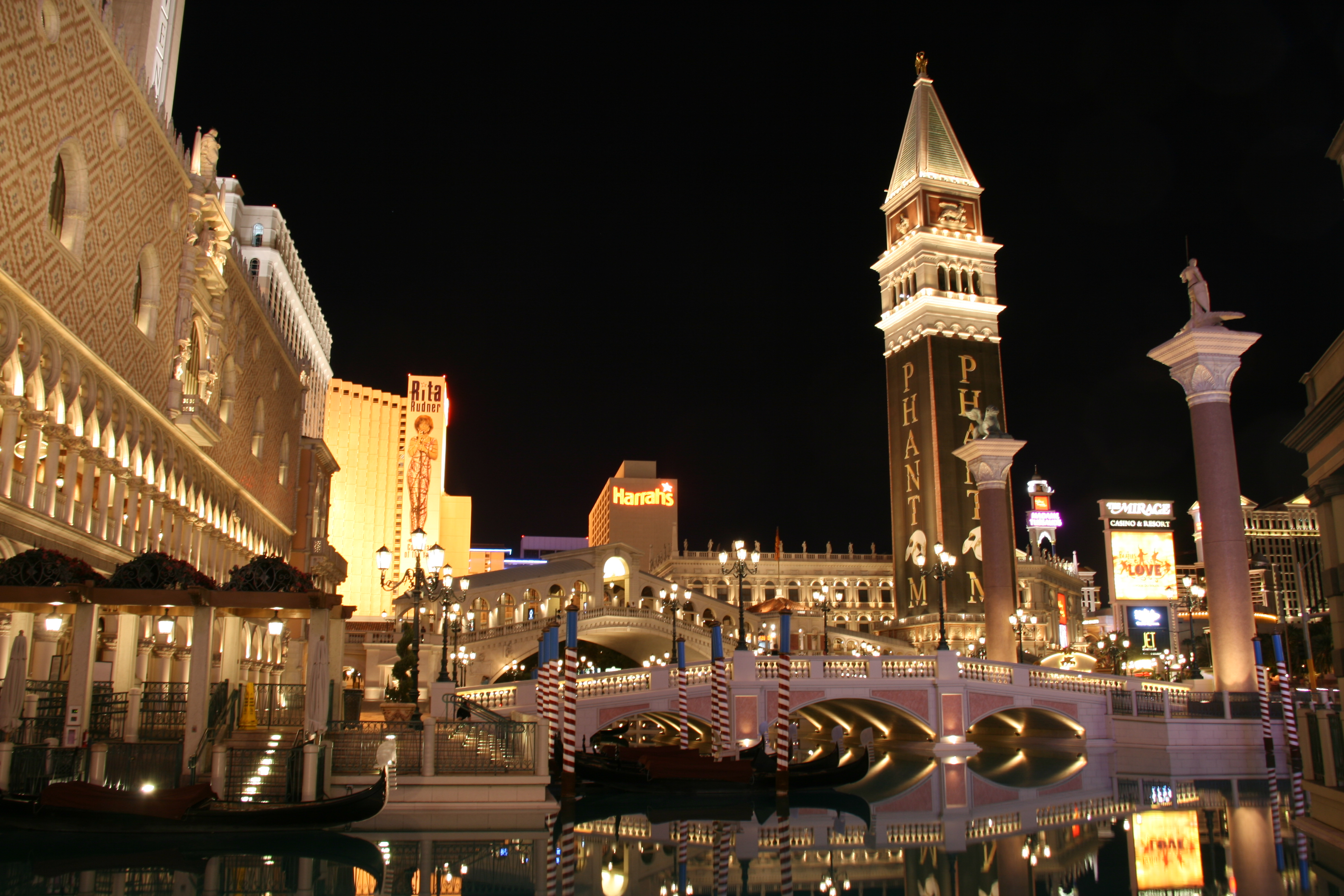
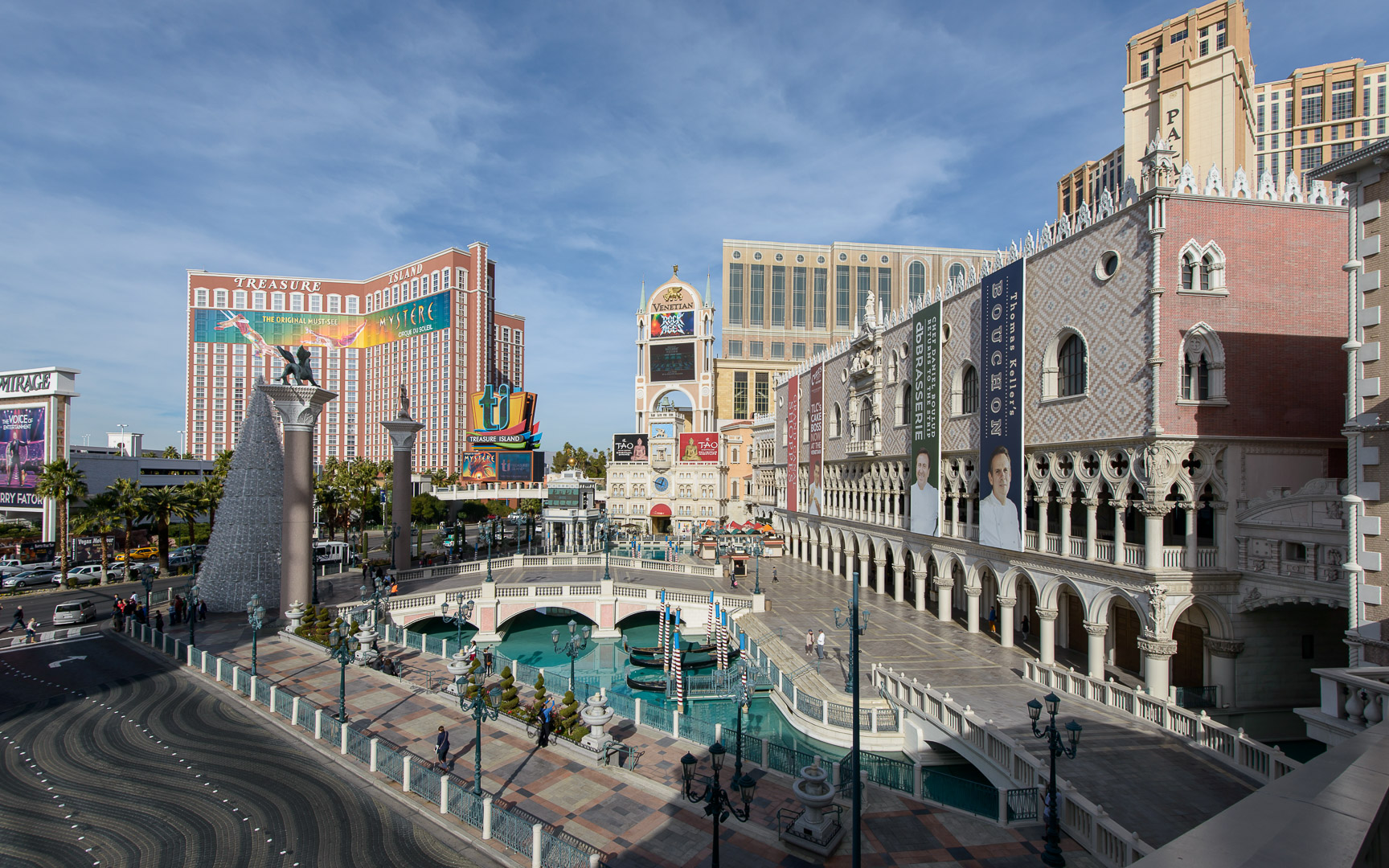

Ce complexe hôtelier-gratte-ciel est construit par l'architecte américain  (en), et par les agences d'architecture HKS, Inc., The Stubbins Associates, Inc., et TSA of Nevada, LLC, avec 40 étages sur 145 m de hauteur, sur l'emplacement de l'ancien célèbre Sands Hotel (fréquenté en particulier par le chanteur Frank Sinatra, le producteur Howard Hughes et le mafieux Meyer Lansky). Il est également construit en face des Treasure Island Hotel and Casino et The Mirage et voisin  des Wynn Las Vegas, Harrah's Las Vegas ou Casino Royale Hotel & Casino. Il comptait 3 036 chambres à l'origine, avant un premier agrandissement à 4 049 chambres. Avec son extension The Palazzo de 3 000 chambres de luxe supplémentaires, inaugurée le 1er janvier 2008, le complexe Venetian-Palazzo est devenu le plus grand-hôtel-palace du monde à son inauguration, avec plus 7 000 chambres. Une version The Venetian (Macao) est inaugurée en 2007 à Macao en Chine.  

## Les services de l'hôtel
Ce vaste complexe casino hotel (en) propose de nombreux services, dont : 
- 1 casino de 11 000 m²
- plus de 7 000 chambres
- 18 restaurants : Bouchon, Canaletto, Canyon Ranch Café, Delmonico Steakhouse, Grand Lux Café, Noodle Asia, Pinot Brasserie, Postrio, Tao Asian Bistro, Taqueria Cañonita, The Grill at Valentino, Tintoretto's, Tsunami Asian Grill, Valentino, Riva Poolside and Zeffirino
- un restaurant-boite de nuit Tao Asian Bistro (en)
- un complexe de canaux, dont le Grand Canal Shoppes navigable en gondole
- plusieurs piscines et spa.
- plusieurs salles de spectacle, dont the Sphere at The Venetian Resort
- le musée de cire Madame Tussauds Las Vegas (en)
- le Guggenheim Hermitage Museum (de 2001 à 2008)
- le centre commercial Grand Canal Shoppes de 80 000 m²
- le centre de convention Venetian Expo (en).

## Au cinéma
- 2005 : Miss FBI : Divinement armée, de John Pasquin, avec Sandra Bullock.